# てんとう虫のサンバ
『てんとう虫のサンバ』（てんとうむしのサンバ）は、1973年7月5日に発売された、チェリッシュの通算7枚目のシングル。

## 解説
- 「てんとう虫のサンバ」は、元々は同年発売のオリジナル・アルバム『春のロマンス』の収録曲だった。高橋隆ディレクター（元ソルティ・シュガーのメンバー）が、アルバムに森山加代子の「白い蝶のサンバ」のような曲を収録したいと考え、作曲者の馬飼野俊一のもとに売り込みに来ていた若者の詞を採用し、馬飼野の作曲で制作された[2]。その後、大阪のABCラジオのディレクターがラジオで流したところリクエストが殺到したため、後にシングルカットされた。高橋ディレクターの認識としてはあくまで捨て曲であったため当初は迷ったものの、会議で全員一致で同意したため、シングルカットを決意したという[3]。累計売上はミリオンセラーで[4]、チェリッシュ最大のヒット曲となった[5]。
- この曲のヒットによりチェリッシュはテレビに頻繁に出演するようになる。また、次回作のシングル『白いギター』の発売までの間隔が他より短いのは、本作は本来、臨発シングルだったためである[6]。
- オリコンチャートにおいてはシングル売上枚数は40万枚を記録、1972年の「ひまわりの小径」に次ぐ2番目のヒット曲となった[1]。
- 本曲で、1973年末の『第24回NHK紅白歌合戦』へ初出場した（メインボーカルの松井（のち松崎）悦子が女性のため、チェリッシュは紅組で選出）。
- 赤・青・黄のテントウムシが歌詞に出てくるが、青いものは日本では発見されていない。オセアニアに生息するHalmus chalybeus（別名 steelblue ladybird）は、全体が青緑の金属光沢である。
- 1994年には、積水ハウス「セントレージFR」のCMソングとして、チェリッシュ自身による替え歌が使用された。

## 収録曲
- 両楽曲共に、作詞：さいとう大三／作曲・編曲：馬飼野俊一

1. てんとう虫のサンバ（2分37秒）
2. 落葉の森の晩餐会（3分11秒）

## 楽曲の収録アルバム
- 春のロマンス
- チェリッシュ・ベスト・コレクション
- スーパー･デラックス
- チェリッシュ・ライブ

など

## カバー
てんとう虫のサンバ
- 1974年にはフジテレビ系列の子供番組『ママとあそぼう!ピンポンパン』でも、当時のお姉さん・石毛恭子によって歌われ（アニメ映像 - 月岡貞夫）、日本コロムビアやキャニオンレコード（現 - ポニーキャニオン）から発売された『ピンポンパン』関連LPにも収録された。この映像は、2013年5月5日に発売されたDVD-BOXに収録されている。
- 1975年にビクター少年合唱隊がLP『てんとう虫のサンバ 天使のハーモニー(2)』（ビクター、JV-2163〜4）でカバーした。
- Cottonによってカバーされ、1991年発売のシングル『ヴァージン・ウルフに気をつけて』のカップリングに収録された。
- アニメ『新世紀エヴァンゲリオン』の挿入歌として緒方恵美・宮村優子・長沢美樹・岩男潤子によってカバーされ、1996年発売のアルバム『NEON GENESIS EVANGELION ADDITION』に収録された。
- 子供向けバラエティ番組、けんたろうとミクのワイワイキッズにて、2003年にワイワイキッズ内の子供ユニット、まゆのりがカバーした。
- 日本テレビ系列THE MUSIC DAY 2022内にて、亀梨和也（KAT-TUN）がカバーした。